# Martin Rode
Martin Helge Rode (14. august 1961 i Kongens Lyngby – 15. april 1989 i København) var en dansk skuespiller, der var søn af skuespillerne Ebbe Rode og Nina Pens.
Han spillede medhjælper i Een stor familie fra 1983 og flugtfangen Frank Skov i tv-serien Een gang strømer... fra 1987.
Martin Rode døde blot 27 år gammel, af kræft i hjernen.

## Filmografi
- Uden støtte fra befolkningen kunne vi ingenting udrette (1980) - Jakob, tv-film
- Een stor familie (1983) - Laboratorietekniker
- En verden der blegner (1984) - ven, tv-film
- I hvilket vand (1985)
- Een gang strømer... (1987) -  Frank Skov